# Hjärtats sång
Hjärtats sång är en jullåt som släpptes som singelskiva av Nilla Nielsen 2015. "Hjärtats sång" är skriven av Nilla Nielsen tillsammans med Lasse Lindbom, som även producerat. Singeln har spelats flitigt i Sveriges Radio P4  
Nilla Nielsen är en singer/songwriter, som inspirerats av till exempel U2, Jimi Hendrix, Alanis Morissette, Bob Dylan och Tracy Chapman. Lasse Lindbom är musiker och musikproducent som bland annat varit med i grupperna Landslaget, Triad och The Husbands.

## Låtlista
1. Hjärtats sång - (Nilla Nielsen)

## Musiker
- Nilla Nielsen - Sång
- Lasse Lindbom - Gitarr, bas, programmering och sång

## Fotnoter
1. ↑  ”Hjärtats sång på Sveriges Radio P4”, Sveriges Radio P4 december 2015